# Vitrollien
Stratigraphie
Le Vitrollien est une subdivision de l'échelle des temps géologiques, qui regroupe  le Danien, le Sélandien et le Thanétien. 

Le nom Vitrollien vient de la ville de Vitrolles dans les Bouches-du-Rhône.